# Sen (Münze)
Sen bezeichnet in verschiedenen ost- und südostasiatischen Ländern ein Hundertstel der dort jeweils geltenden Währungseinheit. 

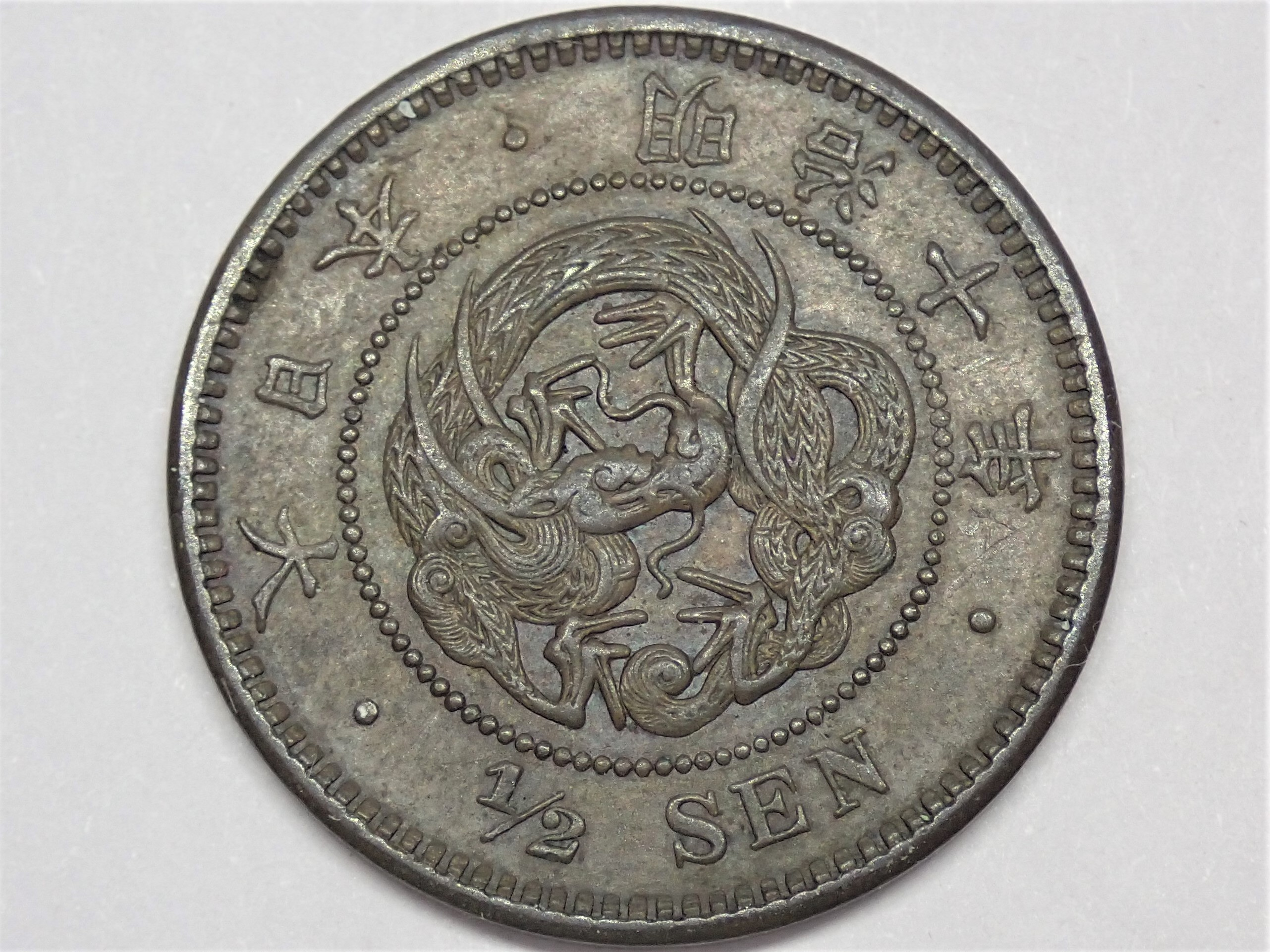
½ Sen, Japan, 1881, Drache in Perlkreis

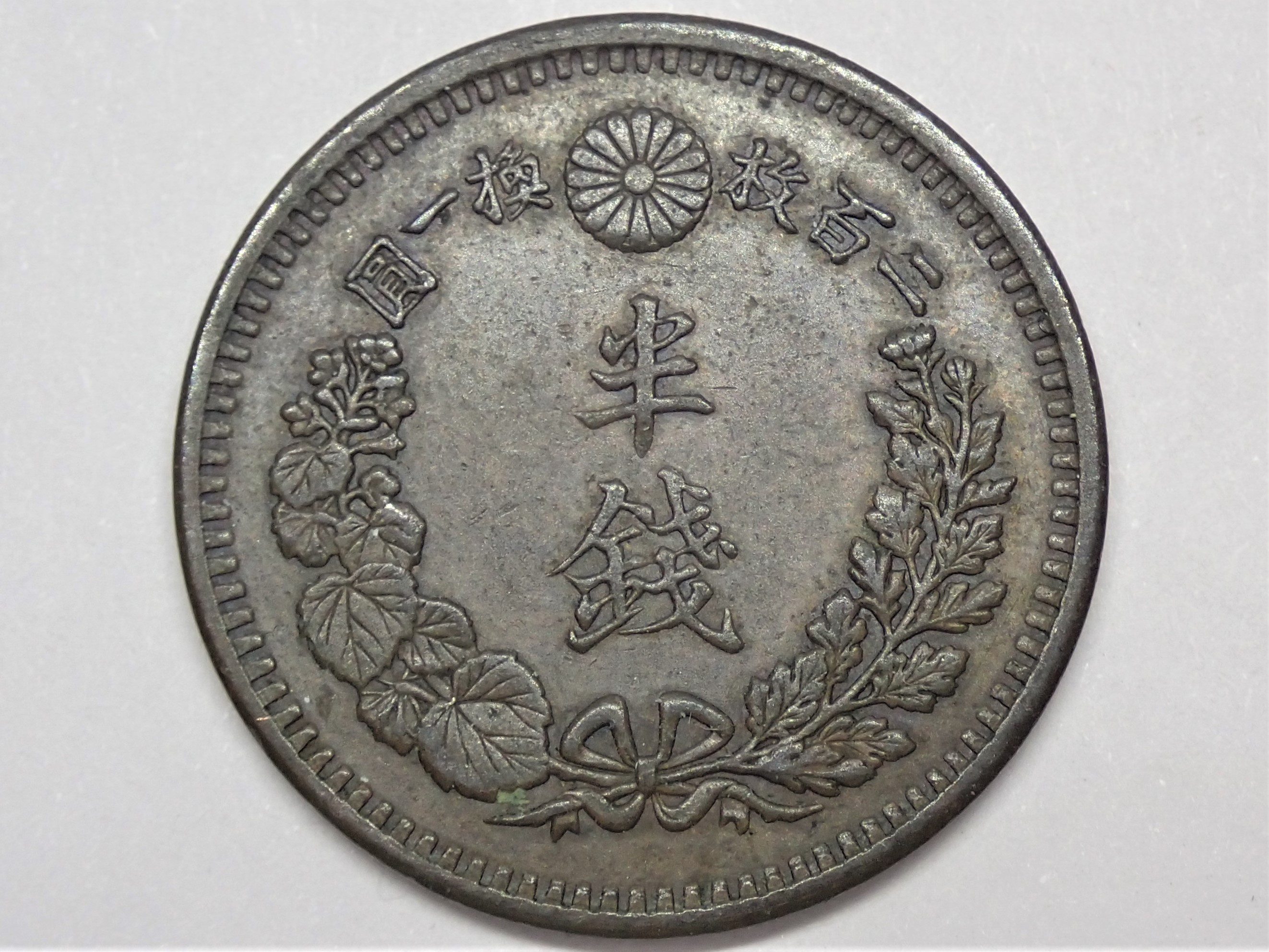
½ Sen, Rückseite, Chrysantheme

Durch fortschreitende Geldentwertung hat die Einheit Sen inzwischen in den meisten Ländern nur noch historische Bedeutung. Im Zahlungsverkehr gibt es Senmünzen nur noch in Malaysia.
Im Einzelnen gab oder gibt es diese Einheit bei folgenden Währungen:
- Von chinesisch 錢 / 钱, Pinyin qián – „Geld“
  - beim japanischen Yen – ein Sen (銭) war ursprünglich eine Gewichtseinheit, das Zehntel eines Ryō (両, Kyūjitai/chin. chinesisch 兩, Pinyin liǎng, kor. nyang, viet. lượng). Auch in Korea und Vietnam wurden 錢 als Jeon (als Untereinheit des Won) bzw. Tiền eine Währungseinheit.
- Von lateinisch centum ‚Hundert‘
  - beim kambodschanischen Riel über französisch centime,
  - bei der indonesischen Rupiah über niederländisch cent,
  - beim malaysischen Ringgit über englisch cent

Siehe auch:
- Cent
- Centas
- Centavo
- Centesimo
- Centime
- Centimo